# 노윤주
노윤주(盧潤柱, 1992년 7월 31일 ~ )는 대한민국 2012 미스코리아 일본 출신 방송인이다.

## 개요
서울 출생이며 한때 일본 유학을 한 그녀는 2012년 미스코리아 일본 진(眞) 입상하였으며 신장은 175cm이고 체중은 52kg인 그녀는 요가와 필라테스에 취미가 있고 수영에 특기가 있다.

## 경력
- 2012년 미스코리아 일본 진(眞)
- 2014년 MBC TV 시리즈 《미스코리아》단역 출연
- 2017년 KBS 《생방송 아침이 좋다》 리포터
- 2018년 SPOTV 아나운서 및 캐스터
- 2021년 SBS 《골 때리는 그녀들》여자 아나운서들로 구성된 fc 아나콘다 골키퍼

## 학력
- 리츠메이칸아시아태평양대학 (Ritsumeikan Asia Pacific Univ.) Asia Pacific Studies
- 경희대학교 체육학과 학사 (2017년 2월)

## 수상
- 2012년 미스코리아 일본 진(眞)
- 2017년 제5회 대한민국마케팅대상 ‘내일의 스타’상 수상